# Chlotar II
Chlotar II (ur. wiosna 584, zm. 18 października 629) z dynastii Merowingów – syn Chilperyka I i Fredegundy, król Franków, początkowo panował w Neustrii i Paryżu. Od 613 roku został jedynym władcą królestwa Franków.

## Regencja Fredegundy
Wstępując na tron Neustrii był zaledwie 4-miesięcznym dzieckiem. Dlatego w jego imieniu rządy regencyjne sprawowała jego matka, Fredegunda. By zapewnić synowi tron, zaprosiła do Paryża króla Burgundii, Guntrama I. Wobec plotek, iż Chlotar nie jest synem Chilperyka Guntram zażądał przysięgi 300 możnych i 3 biskupów. Po złożeniu przysięgi w Paryżu, Guntram uznał prawość krwi Chlotara II. Wziął też udział w chrzcie Chlotara, który miał miejsce w kościele parafialnym w Nanterre. Po chrzcie wziął pod opiekę Chlotara. Guntram nie pozwolił ambitnej Fredegundzie na pozostanie w Paryżu i odesłał ją w okolice Rouen. Nie przeszkodziło to Fredegundzie pełnić regencji w królestwie syna. W roku 592 Guntram zmarł. Zgodnie z porozumieniem z Andelot, tron w Burgundii odziedziczył król Austrazji, Childebert II. Cztery lata później zmarł Childebert. Chlotar II za namową Fredegundy zajął Paryż. Spowodowało to zbrojną interwencję Teudeberta II, następcy Childeberta II na tronie Austrazji. Wspierał go jego brat, władający Burgundią, Teuderyk II. W roku 596 wojska austrazyjskie i burgundzkie podeszły pod Laffaux nieopodal Soissons. W rozegranej tu bitwie poniosły druzgocącą klęskę. W roku 597 zmarła śmiercią naturalną Fredegunda matka Chlotara.

## Król Neustrii
Tymczasem sojusz braci (Teudeberta II austrazyjskiego i Teuderyka burgundzkiego) nadal zagrażał Chlotarowi. W roku 600, w bitwie nad Orvanną, wojska neustryjskie poniosły klęskę. Burgundowie i Austrazyjczycy spustoszyli miasta i wsie nad Sekwaną. Chlotar zgodził się przystać na pokój na warunkach zwycięzców. Pozostawili oni w jego rękach obszar między Sekwaną, Oise i kanałem La Manche. Resztę Neustrii podzielono między Austrazję i Burgundię. Po tych wydarzeniach sojusz Teudeberta z Teuderykiem uległ zachwianiu. Powodem była obawa neustryjskich możnych przed wpływami babki obu władców Brunhildy, która miała ogromny wpływ na Teuderyka w Burgundii i posiadała dawne wpływy w Austrazji. Pod ich naciskiem Teudebert odmówił pomocy Burgundii, na którą Chlotar ruszał z wyprawą zbrojną. Istotnie, w roku 607 wojska Chlotara wtargnęły do Burgundii, ale poniosły klęskę pod Étampes. Chlotar chcąc odzyskać swoją dzielnicę wykorzystał konflikt braci i sprzymierzył się z Teudebertem oraz królem Wizygotów Witerykiem. W 612 roku Teuderyk pokonał Teudeberta i pozbawił go tronu. Mając Burgundię, Austrazję i część Neustrii, Teuderyk snuł plan zajęcia dzielnicy Chlotara II i całkowitego zjednoczenia ziem frankijskich. Zmarł jednak na dyzenterię w Metz w 613 roku. Tron Chlotara został uratowany. Władzę w Austrazji przejął 10-letni Sigebert II, nieślubny syn Teuderyka. Stało się tak z woli Brunhildy, prababki nowego króla, wbrew woli austrazyjskich możnych, którym przewodzili wówczas Pepin z Landen i biskup Metzu Arnulf. Możni wezwali więc na tron Austrazji Chlotara II. Na czele wojsk Chlotar ruszył do Austrazji i dotarł do Koblencji. Austrazyjskie wojska rozeszły się bez walki. Brunhilda i Sigebert II schronili się w Wormacji, dokąd Brunhilda wezwała oddziały Turyngów i Sasów. Oboje nie doczekali pomocy, ponieważ Burgundowie pod przywództwem Majordoma Warnachara wydali ich Chlotarowi. Chlotar kazał stracić Brunhildę, którą przywiązano do końskiego ogona i wleczono tak długo aż zmarła.

## Zjednoczenie królestwa
W ten sposób Chlotar zjednoczył królestwa frankijskie. W następnym roku Chlotar zwołał synod biskupów powiązany ze zjazdem możnych z całego królestwa. W synodzie oprócz 12 metropolitów oraz 56 biskupów udział wzięli goście z Anglii w osobach Justusa biskupa Rochester i Pawła opata Dover. W czasie tego synodu w Paryżu w dniu 10 października 614 roku król wydał tzw. Edictum Chlotari (Edykt Chlotara), porównywalny z Magna Charta Libertatum, w którym zrezygnował ze sporych uprawnień królewskich. Wraz z wydaniem tego dokumentu władca stał się zależny od możnych. Zaraz po synodzie został zamordowany ustanowiony przez Chlotara nowy książę Transjuranii Herpo. Za jego zabójstwem stali burgundzcy możni Alethius i biskup Sion Leudemund, którzy pragnęli usunąć Chlotara z tronu. Spisek możnych z uwagi na małe poparcie w innych dzielnicach nie przyniósł rezultatu. Rola możnych w państwie Chlotara rosła. Austrazyjscy możnowładcy zmusili Chlotara II w roku 622 do ustanowienia jego nieletniego syna Dagoberta austrazyjskim królem dzielnicowym, by mogli rządzić w jego imieniu. W Burgundii w 626 roku umiera majordom Warnachar. Możni burgundzcy odmówili Chlotarowi w Troyes powołania nowego majordoma ich dzielnicy. Chlotar ulegając możnym i biskupom zwołał w 627 lub 628 kolejny synod do Clichy. Chlotar umarł w dniu 18 października 629. Został pochowany w Paryżu.

## Małżeństwa i potomstwo
Chlotar był trzy razy żonaty:
- Heldetruda, zm. przed 613, pochowana w Rouen
- Bertetruda, zm. w 618, pochowana Saint Vincent w Paryżu
- Sigihilda, wspomniana w 625/626

Z pierwszego małżeństwa miał dwoje dzieci:
- Meroweusz, 604 poświadczony
- Emma, żona króla Kentu Eadbalda

Z drugiego małżeństwa pochodził Dagobert I i prawdopodobnie jeszcze jedno dziecko.
Z trzeciego małżeństwa miał syna Chariberta II.